# Alice di Bretagna
Alice di Bretagna (Sarzeau, 6 giugno 1243 – Blois, 2 agosto 1288) è stata una nobildonna francese, esponente della casa di Dreux in quanto figlia maggiore di Giovanni I, duca di Bretagna. Sposò Giovanni I, conte di Blois, e divenne nota per aver fondato importanti sedi religiose.

## Biografia

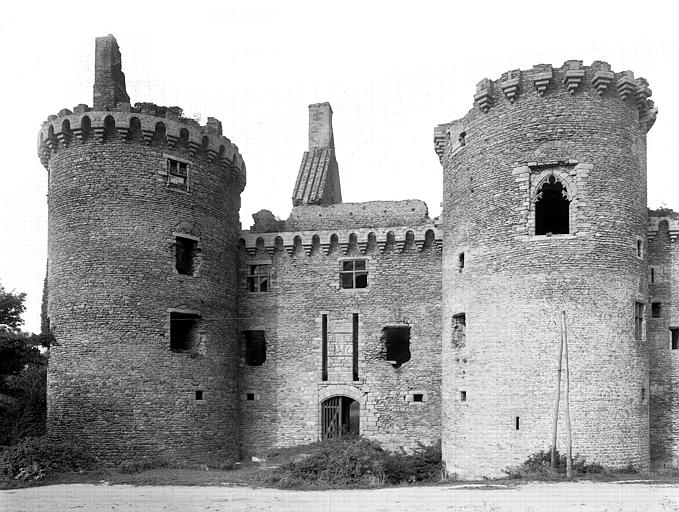
Castello di Suscinio, a Sarzeau, città natale di Alice di Bretagna

Alice nacque il 6 giugno 1243 a Sarzeau, nel Morbihan, in Bretagna. Era la figlia maggiore di Giovanni I, duca di Bretagna e di Bianca, figlia di Teobaldo I re di Navarra e di Agnese di Beaujeu . Alice ricevette ancora giovane il titolo di Signora di Pontarcy, che portò sino alla morte. 

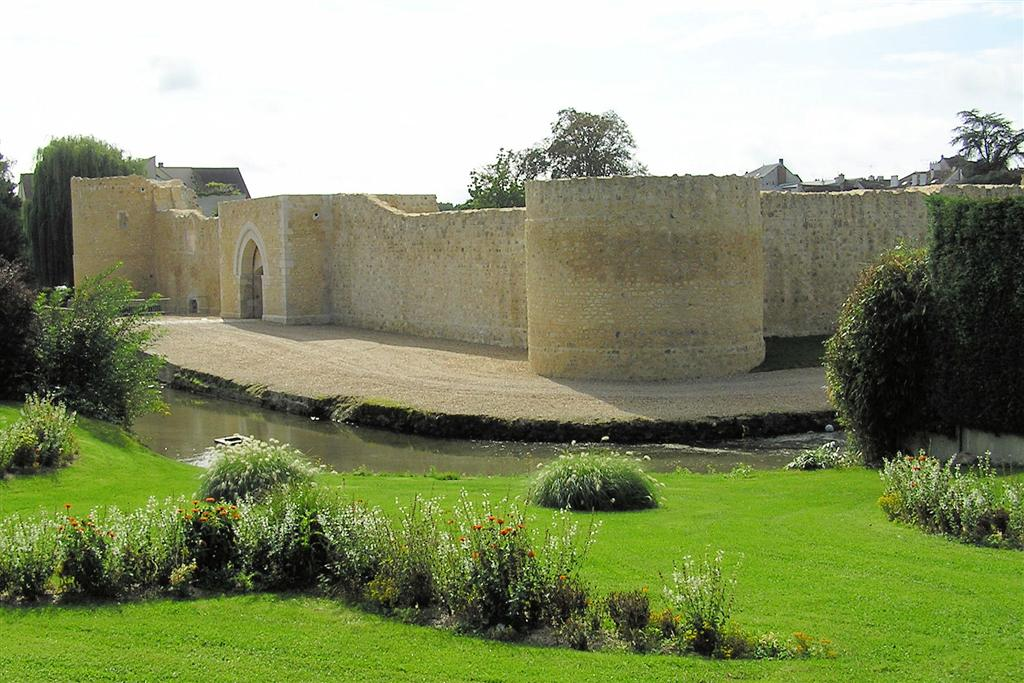
Castello di Brie-Comte-Robert

Qualche tempo dopo la firma del contratto di fidanzamento, l'11 dicembre 1254, sposò Giovanni I di Blois, della casa di Châtillon; portava in dote le signorie di Pontarcy e di Brie-Comte-Robert. Da questo matrimonio nacque una figlia, Giovanna, erede dei titoli e delle innumerevoli proprietà di suo padre.
Alice di Bretagna e suo marito fondarono diverse comunità religiose all'interno della contea di Blois, tra cui il Monastero di La Guiche, nel 1277. Divenne vedova il 28 giugno 1279. Nel 1287, l'anno precedente alla sua morte, Alice viaggiò in Palestina. Da lì si recò in Siria, dove commissionò la costruzione di due torri difensive ad Acri.
Alice morì il 2 agosto 1288 e fu sepolta nel monastero di La Guiche, che aveva fondato. Suo padre, il duca Giovanni, era morto solo due anni prima. Sua figlia Giovanna, ormai di diritto contessa di Blois, sposò Pietro, Conte di Perche e Alençon, figlio del re Luigi IX di Francia e di Margherita di Provenza. Tuttavia, poiché i due figli nati da quel matrimonio morirono entrambi nella prima infanzia, la linea di Alice si estinse alla sua morte.

## Ascendenza
|                        |                          |                         | Genitori                   |  |  | Nonni |  |  | Bisnonni            |  |  | Trisnonni          |  |
|                        |                          |                         |                            |  |  |       |  |  | Roberto II di Dreux |  |  | Roberto I di Dreux |  |
|                        |                          |                         |                            |  |  |       |  |  | Roberto II di Dreux |  |  | Roberto I di Dreux |  |
|                        |                          | Agnès de Baudement      |                            |  |  |       |  |  | Roberto II di Dreux |  |  |                    |  |
| Pietro I di Bretagna   |                          |                         |                            |  |  |       |  |  | Roberto II di Dreux |  |  |                    |  |
|                        |                          | Yolanda di Coucy        | …                          |  |  |       |  |  |                     |  |  |                    |  |
|                        |                          | Yolanda di Coucy        | …                          |  |  |       |  |  |                     |  |  |                    |  |
|                        |                          | Yolanda di Coucy        | …                          |  |  |       |  |  |                     |  |  |                    |  |
| Giovanni I di Bretagna |                          | Yolanda di Coucy        |                            |  |  |       |  |  |                     |  |  |                    |  |
|                        |                          | Guido di Thouars        | Goffredo di Thouars        |  |  |       |  |  |                     |  |  |                    |  |
|                        |                          | Guido di Thouars        | Goffredo di Thouars        |  |  |       |  |  |                     |  |  |                    |  |
|                        |                          | Guido di Thouars        | Aumou                      |  |  |       |  |  |                     |  |  |                    |  |
| Alice di Thouars       |                          | Guido di Thouars        |                            |  |  |       |  |  |                     |  |  |                    |  |
|                        |                          | Costanza di Bretagna    | Conan IV di Bretagna       |  |  |       |  |  |                     |  |  |                    |  |
|                        |                          | Costanza di Bretagna    | Conan IV di Bretagna       |  |  |       |  |  |                     |  |  |                    |  |
|                        |                          | Costanza di Bretagna    | Margherita di Huntingdon   |  |  |       |  |  |                     |  |  |                    |  |
| Alice di Bretagna      |                          | Costanza di Bretagna    |                            |  |  |       |  |  |                     |  |  |                    |  |
|                        | Tebaldo III di Champagne | Enrico I di Champagne   |                            |  |  |       |  |  |                     |  |  |                    |  |
|                        | Tebaldo III di Champagne | Enrico I di Champagne   |                            |  |  |       |  |  |                     |  |  |                    |  |
|                        | Tebaldo III di Champagne | Maria di Francia        |                            |  |  |       |  |  |                     |  |  |                    |  |
| Tebaldo I di Navarra   | Tebaldo III di Champagne |                         |                            |  |  |       |  |  |                     |  |  |                    |  |
|                        |                          | Bianca di Navarra       | Sancho VI di Navarra       |  |  |       |  |  |                     |  |  |                    |  |
|                        |                          | Bianca di Navarra       | Sancho VI di Navarra       |  |  |       |  |  |                     |  |  |                    |  |
|                        |                          | Bianca di Navarra       | Sancha di León e Castiglia |  |  |       |  |  |                     |  |  |                    |  |
| Bianca di Navarra      |                          | Bianca di Navarra       |                            |  |  |       |  |  |                     |  |  |                    |  |
|                        |                          | Guiscardo IV di Beaujeu | …                          |  |  |       |  |  |                     |  |  |                    |  |
|                        |                          | Guiscardo IV di Beaujeu | …                          |  |  |       |  |  |                     |  |  |                    |  |
|                        |                          | Guiscardo IV di Beaujeu | …                          |  |  |       |  |  |                     |  |  |                    |  |
| Agnese di Beaujeu      |                          | Guiscardo IV di Beaujeu |                            |  |  |       |  |  |                     |  |  |                    |  |
|                        |                          | Sibilla di Hainaut      | …                          |  |  |       |  |  |                     |  |  |                    |  |
|                        |                          | Sibilla di Hainaut      | …                          |  |  |       |  |  |                     |  |  |                    |  |
|                        |                          | Sibilla di Hainaut      | …                          |  |  |       |  |  |                     |  |  |                    |  |
|                        |                          | Sibilla di Hainaut      |                            |  |  |       |  |  |                     |  |  |                    |  |